# Saint-Léger-Dubosq
Saint-Léger-Dubosq é uma comuna francesa na região administrativa da Normandia, no departamento Calvados. Estende-se por uma área de 4,06 km². Em 2010 a comuna tinha 199 habitantes (densidade: 49 hab./km²).